# 小沢 (弘前市)
小沢（こざわ）は、青森県弘前市の地名。郵便番号は036-8243。

## 地理
中央部を青森県道126号久渡寺新寺町線が縦貫し、アップルロードが横断する、広域にわたり展開する地区。北は多くの町に接し、東は原ケ平・大和沢、東南から南にかけて一野渡、南西は湯口・坂元、西は悪戸に接する。

### 小字
小字として井沢・苺原・大畑沢・大開・大開西・御笠見・蟹沢・沢田・鶴子沢・根小屋沢・広野・前沢・山崎・山下がある。
以前は大原もあったが、消滅した。

## 沿革
- 1889年（明治22年）4月1日 - 清水村大字小沢となる。
- 1891年（明治24年） - 当時の記録では人口853、戸数111、厩89、学校1、水車1であった。
- 1955年（昭和30年）3月1日 - 弘前市大字小沢となる。
- 1967年（昭和42年）7月10日 - 字大原の一部が旭ケ丘二丁目・緑ケ丘三丁目・清水三丁目・若葉二丁目になる。
- 1975年（昭和50年）10月20日 - 字大原、大開の各一部が大原一～三丁目、字大原、山崎の各一部が桜ケ丘一～五丁目になる。これにより、字大原が消滅。
- 1978年（昭和53年）10月30日 - 字山崎の一部が城南五丁目になる。
- 1981年（昭和56年）2月15日 - 字大開の一部が大開一～四丁目、金属町、青樹町になる。

## 世帯数と人口
2017年（平成29年）6月1日現在の世帯数と人口は以下の通りである。
| 大字             | 世帯数  | 人口    |
| ---------------- | ------- | ------- |
| 小沢（小字全域） | 503世帯 | 1,318人 |

## 施設

### 教育
- 小沢保育園
- 青森県立弘前高等学校野球場

### 医療
- 鷹揚郷(おうようきょう)腎研究所弘前病院

### 福祉
- 希望ヶ丘ホーム

### 商業
- きものセンターゴルフ練習場
- 弘前乗馬クラブ

### 工業
- オオトリテクニカ
- 弘前ジーンズ
- マルキ建設
- 島津電設

### 教会
- 天理教弘堀東分教会

### 公共
- 墓地公園
- 小沢町会広野集会所
- 小沢町会共進集会所
- 市立清水公民館
- 小沢地区コミュニティ消防センター

## 小・中学校の学区
市立小・中学校に通う場合、学区は以下の通りとなる。
| 大字 | 小字・番地 | 小学校             | 中学校             |
| ---- | ---------- | ------------------ | ------------------ |
| 小沢 | 山崎       | 弘前市立文京小学校 | 弘前市立南中学校   |
| 小沢 | 全域       | 弘前市立小沢小学校 | 弘前市立第四中学校 |

## 交通
- 弘南バス
  - 小沢北口、小沢神社前、野元、中央梨の木、墓地公園（弘前駅 - 久渡寺線）停留所。
    - 墓地公園停留所は春分の日・8月13日・秋分の日のみの営業。

  - 鷹揚郷前、希望ヶ丘ホーム前（ミニバス - 城南・希望ヶ丘ホーム経由 - 桜ヶ丘団地線）停留所。
    - 希望ヶ丘ホーム前停留所には、バスターミナル発着の中の1往復停車